# مطار هانغتشو شياوشان الدولي
مطار هانغتشو شياوشان الدولي (بالإنجليزية: Hangzhou Xiaoshan International Airport) (إياتا: HGH، إيكاو: ZSHC) يقع في مدينة هانغتشو في جمهورية الصين الشعبية. صنف مطار هانغتشو شياوشان الدولي في المرتبة العاشرة في الصين من حيث عدد الركاب عام 2011 وفقًا لإدارة الطيران المدني في الصين، حيث تعامل مع 17,512,224 راكب، وبلغ إجمالي حركة الطائرات (القادمة والمغادرة) 149,480 طائرة وقد بلغت كمية البضائع المنقولة عبر المطار 306,243 طن.

## شركات الطيران والوجهات

### الركاب

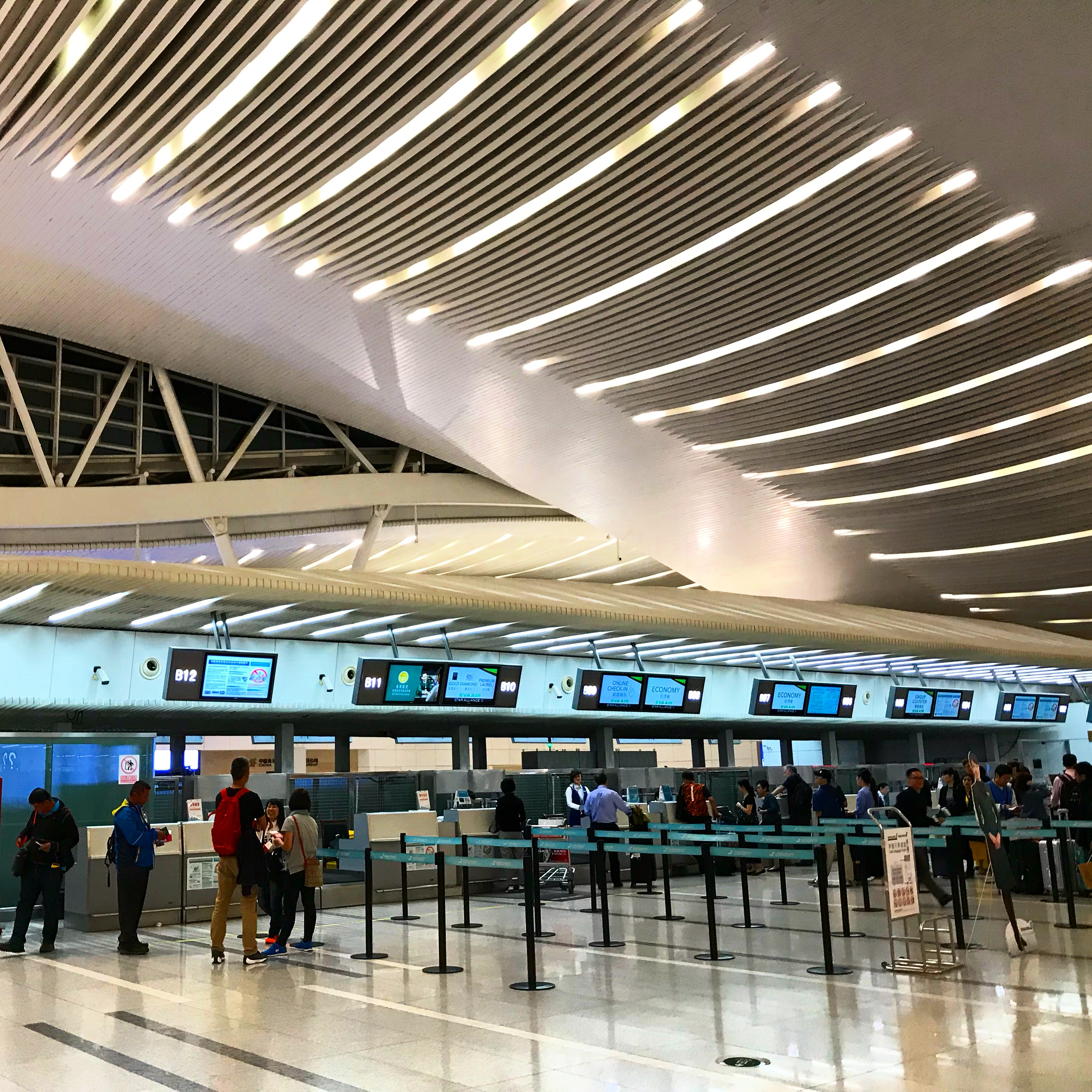
صالة تسجيل الوصول

| شركـات طيـران            | الوجهات |
| ------------------------ | --- |
| 9 Air                    | مطار قوانغتشو باييون الدولي، مطار قوييانغ لونغدونغابو الدولي |
| طيران آسيا (إكس)         | مطار كوالالمبور الدولي |
| طيران الصين              | مطار سوفارنابومي الدولي، مطار بكين العاصمة الدولي، مطار بكين داشينغ الدولي، مطار تشانغتشون الدولي، مطار تشنغدو شوانغليو الدولي، مطار جينغديو الجديد، مطار تشونغتشينغ جيانغبى الدولي، مطار داتشينغ سارتو، مطار غوانغيون بانلونغ، مطار قوانغتشو باييون الدولي، مطار قويلين يانغ جيانغ الدولي، مطار قوييانغ لونغدونغابو الدولي، مطار هاربين الدولي، مطار هوهوت بايتا الدولي، مطار جييانغ شاوشان، مطار كاراماي، مطار كورلا، مطار كونمينغ جانغشوي الدولي، مطار لانتشو تشونغ تشوان، مطار ساني ليجيانغ، مطار ليوبانشوي يويزهاو، مطار نانينغ الدولي، مطار اوردوس إيجين هورو، مطار كانساي الدولي، Phuket، مطار ليوناردو دا فينشي، مطار إنتشون الدولي، مطار شينزين باوان الدولي، مطار شيهيان ودانغشان، مطار تايوان تاويوان الدولي، مطار تيانجين الدولي، مطار ناريتا الدولي، مطار ولانغاب، مطار أورومتشي الدولي، مطار يهاي داسهويبو، مطار شيان شيانيانغ الدولي، مطار شينينغ الدولي، مطار يانتاي جاوشوي الدولي، مطار ينتشوان خه دونغ، مطار يونتشنغ قوانقونغ، Zhanjiang، مطار تشنغتشو الدولي موسمي: مطار هايلار دونغشان |
| طيران ماكاو              | مطار ماكاو الدولي |
| خطوط كل اليابان الجوية   | مطار ناريتا الدولي |
| خطوط آسيانا الجوية       | مطار إنتشون الدولي |
| خطوط العاصمة بكين الجوية | Ankang، مطار سوفارنابومي الدولي، مطار بكين داشينغ الدولي، مطار تشنغدو شوانغليو الدولي، مطار تشونغتشينغ جيانغبى الدولي، مطار دونهوانغ، مطار إينشي شوجيابينغ، مطار قوانغتشو باييون الدولي، مطار قويلين يانغ جيانغ الدولي، مطار قوييانغ لونغدونغابو الدولي، مطار هايكو ميلان الدولي، مطار هاربين الدولي، مطار هوهوت بايتا الدولي، مطار كونمينغ جانغشوي الدولي، مطار ساني ليجيانغ، مطار لشبونة، مطار مدريد باراخاس الدولي (تستأنف 9 يوليو 2023)، مطار شيريميتييفو الدولي (تستأنف 1 سبتمبر 2023)، مطار نانينغ الدولي، مطار كانساي الدولي، مطار غينغادو جياودونغ الدولي، Saipan، مطار سانيا فينيكس الدولية، مطار شيجياتشوانغ تشنغدينغ الدولي، Shizuoka، مطار تانغشان سانوهي، مطار أورومتشي الدولي، مطار شيان شيانيانغ الدولي، مطار شيشوانغباننا غاسا، مطار ييتشانغ سانشيا، مطار ينتشوان خه دونغ، مطار تشنغتشو الدولي |
| Cambodia Angkor Air      | مطار بنوم بنه الدولي |
| Chengdu Airlines         | مطار تشنغدو شوانغليو الدولي، مطار داليان الدولي، مطار هايكو ميلان الدولي |
| خطوط شرق الصين الجوية    | مطار بوشان يوندوان، مطار بكين داشينغ الدولي، مطار تشانغده تاوهوايوان، مطار جينغديو الجديد، مطار دالي، مطار غولمود، مطار قوانغتشو باييون الدولي، مطار هونغ كونغ الدولي، مطار جياموسي دونغاجياو، مطار جينغقانغشان، مطار كوالالمبور الدولي، مطار كونمينغ جانغشوي الدولي، مطار لانتشو تشونغ تشوان، مطار ليني شوبولينغ، مطار يوتشو بيلين، مطار لوئهو يونلونغ، مطار مودانجيانغ هايلانغ، مطار غينغادو جياودونغ الدولي، مطار جينجيانغ تشيوانتشو، مطار شنيانغ الدولي، مطار شينزين باوان الدولي، مطار تاييوان وسو الدولي، مطار ووهان الدولي، مطار شيامن قاوتشي الدولي، مطار شيان شيانيانغ الدولي، مطار شينينغ الدولي، مطار تشيانغ مينغانغ، مطار شيشوانغباننا غاسا، Yan'an، مطار يانجي تشاويانغتشوان، مطار يانتاي جاوشوي الدولي، مطار ينتشوان خه دونغ، مطار خه هوا تشانغجياجيه، مطار تشنغتشو الدولي |
| طيران الصين اكسبرس       | مطار تشانغتشي وانغشون، مطار تشونغتشينغ جيانغبى الدولي، مطار شيهيان ودانغشان، مطار تيانشوي ماجيشهان، مطار شيان شيانيانغ الدولي |
| خطوط جنوب الصين الجوية   | مطار اكسو، مطار بكين داشينغ الدولي، مطار تشانغتشون الدولي، مطار داليان الدولي، مطار قوانغتشو باييون الدولي، مطار قوييانغ لونغدونغابو الدولي، مطار هايكو ميلان الدولي، مطار هاربين الدولي، مطار جييانغ شاوشان، مطار لانتشو تشونغ تشوان، مطار ميشيان، مطار نانينغ الدولي، مطار سانيا فينيكس الدولية، مطار شنيانغ الدولي، مطار شينزين باوان الدولي، مطار أورومتشي الدولي، مطار ووهان الدولي، مطار تشنغتشو الدولي، مطار تشوهاى سانزو |
| China United Airlines    | مطار بكين داشينغ الدولي |
| Chongqing Airlines       | مطار تشونغتشينغ جيانغبى الدولي، مطار ليبنغ |
| كوندور للطيران           | مطار فرانكفورت |
| Dalian Airlines          | مطار داليان الدولي |
| مصر للطيران              | مطار القاهرة الدولي |
| إيفا للطيران             | مطار تايوان تاويوان الدولي |
| خطوط هاينان الجوية       | مطار باوتو يرليبان، مطار بكين العاصمة الدولي، مطار تشانغتشون الدولي، مطار تشانغشا هوانغوا الدولي، مطار تشونغتشينغ جيانغبى الدولي، مطار داليان الدولي، مطار دونغينغ شنغلي، مطار قوانغتشو باييون الدولي، مطار قويلين يانغ جيانغ الدولي، مطار هايكو ميلان الدولي، مطار هايلار دونغشان، مطار هاربين الدولي، مطار هينغيانغ نانيوي، Jinzhou، مطار نانيانغ جيانغ يينغ، مطار سانيا فينيكس الدولية، مطار شنيانغ الدولي، مطار شينزين باوان الدولي، مطار شيجياتشوانغ تشنغدينغ الدولي، مطار تاييوان وسو الدولي، مطار تونغلياو، مطار أورومتشي الدولي، مطار هاي، مطار شيان شيانيانغ الدولي، مطار يانتاي جاوشوي الدولي، مطار ييتشانغ سانشيا، مطار تشنغتشو الدولي، مطار تشوهاى سانزو |
| Hebei Airlines           | مطار بكين داشينغ الدولي، مطار جينغدي، مطار قوييانغ لونغدونغابو الدولي، مطار هوهوت بايتا الدولي، مطار كونمينغ جانغشوي الدولي، مطار ميانيانغ نانيجو، مطار جينجيانغ تشيوانتشو، مطار شيجياتشوانغ تشنغدينغ الدولي، مطار شانغي سنغافورة، مطار تشانغجياكو نينغيوان |
| خطوط هونغ كونغ الجوية    | مطار هونغ كونغ الدولي |
| Jiangxi Air              | مطار شنيانغ الدولي |
| خطوط جونياو الجوية       | مطار بيجي فيشونغ، مطار قوييانغ لونغدونغابو الدولي، مطار هاربين الدولي، مطار هوايان ليانشوي، مطار هويزهو، مطار كونمينغ جانغشوي الدولي، مطار لينفين غيوالي، مطار يويانغ، Zhanjiang موسمي: مطار هايلار دونغشان |
| Kunming Airlines         | مطار كونمينغ جانغشوي الدولي، مطار ديهونغ مانغشي |
| طيران لونج               | مطار بيجي فيشونغ، مطار تشانغتشون الدولي، مطار تشانغشا هوانغوا الدولي، مطار تشنغدو شوانغليو الدولي، مطار جينغديو الجديد، مطار تشونغتشينغ جيانغبى الدولي، مطار إينشي شوجيابينغ، مطار غوانغيون بانلونغ، مطار قوانغتشو باييون الدولي، مطار هاندان، مطار هاربين الدولي، Heze، مطار هونغ كونغ الدولي، مطار زيجانغ، مطار جيجو الدولي، مطار كاليبو الدولي، مطار كونمينغ جانغشوي الدولي، مطار لانتشو تشونغ تشوان، مطار ساني ليجيانغ، مطار كانساي الدولي، مطار غيونغهاي بواو، مطار جينجيانغ تشيوانتشو، مطا ريتشيو، مطار سانيا فينيكس الدولية، مطار شينزين باوان الدولي، مطار تاييوان وسو الدولي، مطار تومتشوك، مطار أورومتشي الدولي، مطار يهاي داسهويبو، مطار واينشان بوزخيخه، مطار ووهان الدولي، Wulong، مطار وشهان شهينوفينغ، مطار شانغينغ ليوجي، مطار شيتشانغ تشينغشان، مطار شينينغ الدولي، مطار شيشوانغباننا غاسا، Yan'an، مطار ينتشوان خه دونغ، مطار يولين يو يانغ، مطار تشوهاى سانزو، مطار زوني شينزهو موسمي: مطار سوكارنو هاتا الدولي                                                                         |

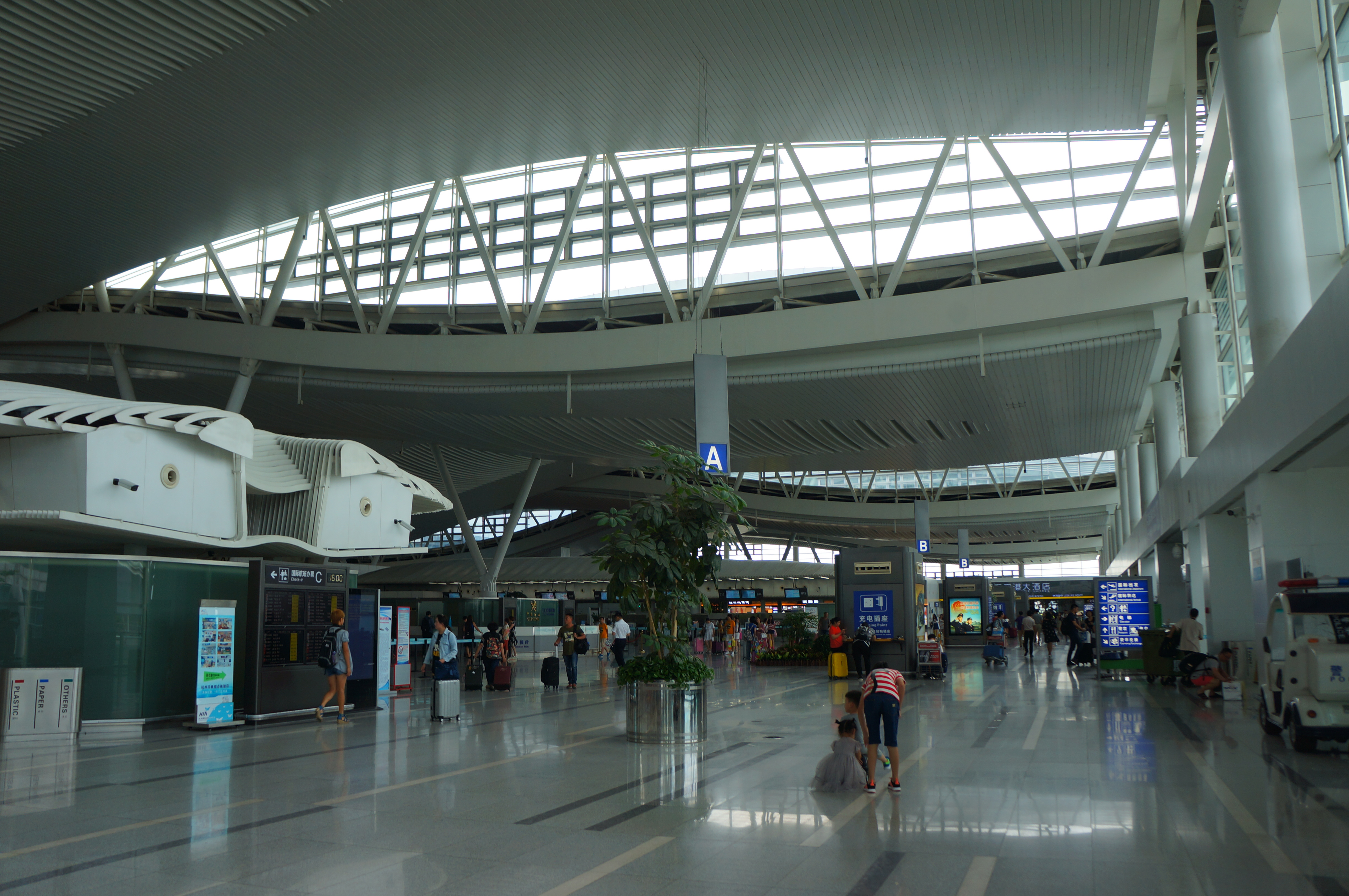
صالة 2

| خطوط لاكي الجوية         | مطار قانتشو هوانتشين، مطار كونمينغ جانغشوي الدولي |
| خطوط طيران أوكاي         | مطار هاربين الدولي، مطار سانيا فينيكس الدولية، Shizuoka، مطار تيانجين الدولي، مطار تونغرين فينغوانغ، مطار شيشوانغباننا غاسا |
| الخطوط الجوية القطرية    | مطار حمد الدولي |
| سكوت للطيران             | مطار شانغي سنغافورة |
| خطوط شاندونغ الجوية      | مطار بكين العاصمة الدولي، مطار قويلين يانغ جيانغ الدولي، مطار مودانجيانغ هايلانغ، مطار غينغادو جياودونغ الدولي، مطار تاييوان وسو الدولي، مطار أورومتشي الدولي، مطار شيامن قاوتشي الدولي، مطار يانتاي جاوشوي الدولي، مطار ينتشوان خه دونغ |
| خطوط شينزين الجوية       | مطار قوانغتشو باييون الدولي، مطار شينزين باوان الدولي، مطار يونتشنغ قوانقونغ |
| خطوط سيتشوان الجوية      | مطار تشانغتشون الدولي، مطار تشنغدو شوانغليو الدولي، مطار جينغديو الجديد، مطار تشونغتشينغ جيانغبى الدولي، مطار داوجينغ يادينغ، مطار دونهوانغ، مطار قوانغتشو باييون الدولي، مطار قوييانغ لونغدونغابو الدولي، مطار هاندان، مطار هاربين الدولي، مطار جيايوغان، مطار كانغدينغ، مطار كونمينغ جانغشوي الدولي، مطار لانتشو تشونغ تشوان، مطار لاسا الدولي، مطار لوئهو يونلونغ، مطار ميانيانغ نانيجو، مطار نانينغ الدولي، مطار تيانجين الدولي، مطار أورومتشي الدولي، مطار يشان، مطار شينينغ الدولي، مطار شيشوانغباننا غاسا، Yangon، مطار زاهوتونغ، مطار تشنغتشو الدولي |
| سبرينغ (شركة طيران)      | مطار دون موينغ، مطار جييانغ شاوشان، مطار لانتشو تشونغ تشوان، مطار ليني شوبولينغ، مطار إنتشون الدولي، مطار شنيانغ الدولي، مطار شيجياتشوانغ تشنغدينغ الدولي، مطار ناريتا الدولي |
| خطوط سريويجايا الجوية    | عارض: مطار نغوراه راي الدولي |
| طيران آسيا (تايلاند)     | مطار دون موينغ |
| Thai Lion Air            | مطار دون موينغ |
| خطوط تيانجين الجوية      | مطار تشونغتشينغ جيانغبى الدولي، مطار داليان الدولي، مطار غينغادو جياودونغ الدولي، مطار تانغشان سانوهي، مطار تيانجين الدولي، مطار أورومتشي الدولي، مطار شيان شيانيانغ الدولي، مطار يانتاي جاوشوي الدولي |
| طيران التبت              | Dazhou، مطار لاسا الدولي، مطار يبين واليانجي |
| Uni Air                  | مطار كاوهسيونغ الدولي، مطار تايبيه سونغشان |
| أورومتشي للطيران         | مطار لونغنان جينتشيو، مطار أورومتشي الدولي |
| خطوط فيت جيت             | مطار كام رانه الدولي |
| الخطوط الجوية الفيتنامية | مطار دا نانغ الدولي، مطار تان سون نهات الدولي موسمي: مطار كام رانه الدولي |
| West Air ‏                | مطار تشونغتشينغ جيانغبى الدولي |
| خطوط زيامن الجوية        | مطار بكين داشينغ الدولي، مطار تشانغتشون الدولي، مطار تشانغشا هوانغوا الدولي، مطار جينغديو الجديد، مطار تشونغتشينغ جيانغبى الدولي، مطار داليان الدولي، مطار قوانغتشو باييون الدولي، مطار قويلين يانغ جيانغ الدولي، مطار قوييانغ لونغدونغابو الدولي، مطار هايكو ميلان الدولي، مطار هاربين الدولي، مطار هوهوت بايتا الدولي، مطار هونغ كونغ الدولي، مطار كونمينغ جانغشوي الدولي، مطار لانتشو تشونغ تشوان، مطار يوتشو بيلين، مطار لويانغ الدولي، مطار ماكاو الدولي، مطار نانشونغ غاوبينغ، مطار نانينغ الدولي، مطار كانساي الدولي، مطار غينغادو جياودونغ الدولي، مطار جينجيانغ تشيوانتشو، مطار سانيا فينيكس الدولية، مطار شنيانغ الدولي، مطار شينزين باوان الدولي، مطار شانغي سنغافورة، مطار تايوان تاويوان الدولي، مطار تاييوان وسو الدولي، مطار تيانجين الدولي، مطار أورومتشي الدولي، مطار ووهان الدولي، مطار شيامن قاوتشي الدولي، مطار شيان شيانيانغ الدولي، مطار شينينغ الدولي، مطار ينتشوان خه دونغ، مطار تشنغتشو الدولي، مطار تشوهاى سانزو، مطار رينهواي ماوتاي موسمي: مطار هايلار دونغشان                 |

### الشحن
| شركـات طيـران           | الوجهات |
| ----------------------- | --- |
| طيران الصين للشحن الجوي | مطار لييج، مطار مدريد باراخاس الدولي |
| طيران أطلس              | مطار تيد ستيفنز أنكوراج الدولي، مطار أوهير الدولي |
| Maersk Air Cargo        | Billund |
| خطوط أس أف الجوية       | مطار بكين العاصمة الدولي، مطار بكين داشينغ الدولي، مطار تشنغدو شوانغليو الدولي، مطار لوس أنجلوس الدولي، مطار جون إف كينيدي الدولي، مطار غينغادو جياودونغ الدولي، مطار شينزين باوان الدولي، مطار شانغي سنغافورة، مطار ووهان الدولي، مطار شيان شيانيانغ الدولي |
| خطوط سوبارنا الجوية     | مطار قوانغتشو باييون الدولي، مطار نينوي أكوينو الدولي |
| YTO Cargo Airlines      | مطار نينوي أكوينو الدولي، مطار شانغي سنغافورة، مطار طشقند الدولي |